# Alcimus stenurus
Alcimus stenurus är en tvåvingeart som beskrevs av Friedrich Hermann Loew 1858. Alcimus stenurus ingår i släktet Alcimus och familjen rovflugor. Inga underarter finns listade i Catalogue of Life.